# (31434) 1999 BQ13
(31434) 1999 BQ13 est un astéroïde de la ceinture principale d'astéroïdes découvert en 1999.

## Description
(31434) 1999 BQ13 a été découvert le 25 janvier 1999 à Višnjan, une municipalité située dans le comitat d'Istrie en Croatie, par Korado Korlević.

### Caractéristiques orbitales
L'orbite de cet astéroïde est caractérisée par un demi-grand axe de 2,20 ua, un périhélie de 2,01 ua, une excentricité de 0,08 et une inclinaison de 5,37° par rapport à l'écliptique. Du fait de ces caractéristiques, à savoir un demi-grand axe compris entre 2 et 3,2 ua et un périhélie supérieur à 1,666 ua, il est classé, selon la JPL Small-Body Database, comme objet de la ceinture principale d'astéroïdes.

### Caractéristiques physiques
(31434) 1999 BQ13 a une magnitude absolue (H) de 14,6 et un albédo estimé à 0,040.